# Linda Lampenius
Linda Magdalena Cullberg Lampenius (født 26. februar 1970 i Helsinki), kendt som Linda Lampenius og Linda Brava, er en finsk klassisk violinist.

## Baggrund
Lampenius er født i en finlandssvensk familie i Helsinki. I en alder af tre begyndte Lampenius at optræde som sanger med sine forældre. Senere ville Lampenius spille violin, og hendes far akkompagnerede på klaveret, mens hendes mor sang. Desuden optrådte hun solo og spillede i orkester.
Lampenius forlod Finland i 1997 og flyttede til Los Angeles, London og Stockholm. Hun er gift og har en datter.

## Karriere
Lampenius har lavet kammermusik rundtomkring i Europa, Asien og USA og har samarbejdet med forskellige pianister fra Finland, Sverige og Storbritannien. Lampenius har også spillet med mange orkestre som solist. Ud over svenske og finske byorkestre har hun spillet med BBC National Orchestra of Wales, RTÉ National Symphony Orchestra, Schloss Schönbrunn Orchester Vienna og La Scalas operaorkester og har turneret med Prague Symphony Orchestra som blev dannet af musikere fra to af de største klassiske orkestre i Prag, herunder Prague Philharmonic Orchestra. Lampenius har derudover været hovednavn på musikfestivaler med José Carreras og Kevin Kenner, har turneret med Paul Potts og optrådt med Andrea Griminelli. Lampenius har også arbejdet med Andrew Lloyd Webber i England.
Ud over i Sverige fortsætter Lampenius med at optræde internationalt. Nogle af de særlige optrædener omfatter forestillinger for NATO-strykerne i Kosovo, Rhapsody in Rock-show på Royal Albert Hall i London og violinkoncerter i Kasakhstan og Sibirien samt på Filmfestivalen i Cannes i Frankrig.
Med sin Gagliano-violin fra 1781 til en værdi af omkring 1,5 million kroner har Lampenius optrådt mange gange for statsoverhoveder og kongelige, herunder den finske præsident, fyrsten af Monaco og den kongelige familie i Sverige. Derudover har hun deltaget i forskellige velgørenhedsarrangementer, blandt andet for en del børnehospitaler i Finland og til gallakoncerten til Dronning Silvias børne- og ungdomshospitals 150-års-jubilæum Hun var repræsentant for UNICEF under White Turf-festlighederne på den frosne St. Moritz-sø i Schweiz.
Ud over sin musikkarriere har Lampenius også arbejdet som model (for eksempelvis Björn Borg og Maurice Lacroix) og skuespiller (for eksempel i Baywatch).

### Diskografi
- Linda Lampenius (Audiovox Records, 1997) – Finlands hitliste: 8
- Linda Brava (EMI Classics, 1999) – Englands klassiske hitliste: 13
- Nordic Light (LadyBird, 2005/2008) – Sveriges hitliste: 12
- Angels (Linda Lampenius Productions/Naxos Records, 2010) – Sveriges klassiske hitliste: 5

## Medier
Lampenius har været med i adskillige aviser, ugeblade og tv-programmer over hele verden, herunder The Times, The Sunday Times, Classic FM Magazine, Gramophone, Elle, Hello!, Daily Mail, Los Angeles Daily News, New York Post, Playboy samt ABC, BBC, CNBC, E! Entertainment, Rai Uno, Channel 4 og ITV.